# 約翰·費里埃
約翰·亨利·埃莉薩·費里埃（荷蘭語：Johan Henri Eliza Ferrier，1910年5月12日—2010年1月4日），簡稱約翰·費里埃（荷蘭語：Johan Ferrier），是一名蘇利南政治人物，曾任苏里南末任总督和首任总统，在1980年2月發生軍事政變後，於1980年8月13日被迫辞职。1999年，他被選為20世紀蘇利南最重要的政治家。

## 生平

### 早年生活
1910年，費里埃出生於蘇利南首都及最大城市巴拉馬利波。費里埃是蘇利南童軍創始人之一，亦是首任童軍總領袖。他在16歲時已經於薩拉馬卡區擔任教師並創立其首支童軍旅。這旅童軍仍然存在，現在的名稱是「De Johan Ferrier groep, de groep 2 Oranje Dassers」。

### 政治生涯
費里埃出任國會議員直至1948年。其後，他前往荷蘭阿姆斯特丹學習教育哲學。1951年归国后任教育部总监。1955－58年，他出任總理兼內政部長。1958年卸任后次年又成为荷兰教育、艺术和科学部部长直至1965年。1966年成为苏里南比利顿矿业公司总经理，两年后当选为总督。1975年苏里南独立后，成为苏第一任总统。德西·鮑特瑟在1980年2月發動政變推翻總理亨克·阿龙的政府，逼使費里埃不出六個月內辭去了總統職務。次月被授予黄星勋章-苏里南最高勋章-以表彰其对苏的贡献。

### 晚年
費里埃與他的親戚搬到荷蘭的烏赫斯特海斯特。他的女兒凱瑟琳是荷蘭國會二院基督教民主呼籲的議員。2005年，他出版了回憶錄《最後一任總督，首任總統：蘇利南人約翰·費里埃的世紀》（Last Governor, First President: The Century of Johan Ferrier, Surinamese）。荷蘭女王授予其爵位。

### 逝世
99歲的費里埃在睡覺時心臟衰竭逝世，當時距離他100歲生日僅半年。他的屍體在2010年1月4日清晨被發現。
女王碧翠斯向其致敬。荷蘭首相揚·彼得·巴爾克嫩德說他是：「一位可信賴和明智的政治家」。政治和外交家揚·普龍克讚揚他的工作使分歧收窄。在國家早報荷蘭人民報的一則訃聞中說他聲稱：「儘管在黑暗的日子裡，我依然保持樂觀」。
2010年1月11日，費里埃的遺體在他自1980年便居住的烏赫斯特海斯特裡被火化。

### 約翰·費里埃基金
2010年5月12日，約翰·費里埃基金成立。該基金努力追隨他在支持蘇利南教育和文化的腳步。約翰·費里埃基金最早是由費里埃的女兒瓊·費里埃（Joan Ferrier）在2009年9月在她的父親面前所提出的。

## 外部連結
- （荷兰文） Official website of the Johan Ferrier Fonds （页面存档备份，存于）
- （荷兰文） Official Parliamentary Biography （页面存档备份，存于）

| 官衔        | 官衔                       | 官衔          |
| ----------- | -------------------------- | ------------- |
| 前任： 待考 | 苏里南总督 1968年 - 1975年 | 繼任： 末任   |
| 官衔        |                            |               |
| 前任： 首任 | 苏里南总统 1975年 - 1980年 | 繼任： 陈亚先 |